# Tái chế máy tính

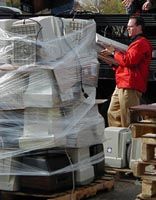
Máy tính thường được đóng thành các khối bằng nilông để tái chế.

Tái chế máy tính, tái chế điện tử hoặc tái chế chất thải điện tử là việc tháo rời và phân tách các thành phần và nguyên liệu thô của đồ điện tử đã qua sử dụng. Mặc dù các quy trình tái sử dụng, quyên góp và sửa chữa không được tái chế nghiêm ngặt, đây là các cách phổ biến để xử lý chất thải điện tử.
Năm 2009, 38% máy tính và một phần tư tổng số chất thải điện tử được tái chế ở Hoa Kỳ. Từ khi được khởi xướng vào đầu những năm 1990, ngày càng có nhiều thiết bị được tái chế trên toàn thế giới nhờ nhận thức của người dân và các khoản quyên góp ngày càng tăng. Mục đích chủ yếu của tái chế điện tử là phục hồi các tài nguyên đang dần cạn kiệt như kim loại đất hiếm và kim loại quý, cũng như nhựa và kim loại. Chúng được bán lại hoặc được sử dụng cho các thiết bị mới sau quá trình làm sạch, từ đó tạo ra một nền kinh tế tuần hoàn.

## Lý do tái chế
Máy tính và đồ điện tử lỗi thời là nguồn nguyên liệu quan trọng trong việc tái chế; mặt khác, các thiết bị này là nguồn gốc một số loại độc tố và chất gây ung thư. Sự phát triển nhanh chóng của công nghệ và sự lỗi thời có tính toán  đã dẫn đến việc sản xuất quả nhiều máy tính và các linh kiện điện tử khác trên toàn cầu. Các giải pháp kỹ thuật đã được đề ra, nhưng trong hầu hết các trường hợp, khung pháp lý, hệ thống thu gom, hậu cần và các dịch vụ khác cần được thực hiện trước khi áp dụng các giải pháp này. Cơ quan Bảo vệ Môi trường Hoa Kỳ, ước tính có từ 30 đến 40 triệu PC dư thừa, được phân loại là "chất thải gia đình có hại". Hội đồng An ninh Quốc gia Hoa Kỳ ước tính rằng 75% máy tính cá nhân được bán đều là đồ điện tử dư thừa.
Nhiều vật liệu được sử dụng trong ổ cứng máy tính có thể được phục hồi bằng cách tái chế để sản xuất trong tương lai. Tái sử dụng thiếc, silicon, sắt, nhôm và các loại nhựa có trong máy tính hoặc các thiết bị điện tử khác có thể giảm chi phí xây dựng các hệ thống mới. Các thành phần thường chứa đồng, vàng, tantalum, bạc, bạch kim, palađi và chì cũng như các vật liệu có giá trị khác phù hợp cho việc khai hoang.
Các thành phần máy tính có chứa nhiều chất độc hại, như điôxin, biphenyls polychlorin hóa (PCB), cadmium, crom, đồng vị phóng xạ và thủy ngân. Một màn hình máy tính thông thường có thể chứa hơn 6% chì, phần lớn nằm trong kính chì của ống tia catốt (CRT). 15 inch thông thường (38   cm) màn hình máy tính có thể chứa khoảng 1 kg chì  nhưng các màn hình khác có thể lên tới 4 kg chì. Mạch in chứa nhiều chất hàn chì và có khả năng thấm vào nước ngầm hoặc gây ô nhiễm không khí do thiêu đốt. Trong các bãi chôn lấp của Hoa Kỳ, khoảng 40% hàm lượng chì là từ chất thải điện tử. Việc xử lý (như đốt và xử lý axit) là cần thiết để phục hồi các chất quan trọng trong việc giải phóng, tạo ra hoặc tổng hợp các sản phẩm phụ độc hại.

### Tái chế đồ điện tử
Tái chế đồ dùng điện tử là một sáng kiến của Cơ quan Bảo vệ Môi trường Hoa Kỳ (EPA) đề cập đến việc quyên góp, tái sử dụng, và thu gom các thiết bị điện tử đã qua sử dụng. Nói chung, thuật ngữ này đề cập đến quá trình thu thập, mua bán, tháo rời, sửa chữa và tái chế các thành phần hoặc kim loại có trong thiết bị điện tử đã qua sử dụng. Các đồ dùng có thể tái sử dụng bao gồm: TV, máy tính, lò vi sóng, máy hút bụi, điện thoại di động, dàn âm thanh nổi, VCR và DVD; hoặc bất kỳ thứ gì có dây, đèn hoặc có một số loại pin.

#### Lợi ích của chất thải điện tử
Việc xử lý chất thải điện tử xảy ra sau quá trình xử lý để tái sử dụng, sửa chữa thiết bị và thu hồi kim loại có thể bất hợp pháp khi nhiều loại phế liệu điện tử được vận chuyển ra nước ngoài đến các nước đang phát triển để xử lý. Một quan điểm khác cho rằng chi phí môi trường bao gồm chi phí khai thác, lọc và loại bỏ chất thải và chi phí ô nhiễm của các sản phẩm mới được sản xuất để thay thế các sản phẩm thứ cấp thường bị bỏ đi ở các quốc gia giàu.

#### Những tranh cãi về chất thải điện tử
Những người chỉ trích việc tái chế đồ điện tử cũng lên tiếng như những người ủng hộ nó. Theo Reason Foundation, tái chế đồ điện tử chỉ làm tăng chi phí quản lý sản phẩm và chất thải của chất thải điện tử cho người tiêu dùng và hạn chế sự đổi mới của các công ty công nghệ. Họ cũng tin rằng các loại rác thải điện tử tái chế có thể vô tình gây ra tác hại lớn đến môi trường. Các nhà phê bình cho rằng rác thải điện tử không chiếm lượng lớn so với tổng lượng rác thải. Theo một nghiên cứu của Châu Âu, chỉ 4% rác thải là điện tử.

## Tái chế

### Thu gom/ Tái chế
Trong quá trình tái chế, TV, màn hình, điện thoại di động và máy tính thường được kiểm tra khả năng tái sử dụng và sửa chữa. Nếu bị hỏng, chúng có thể được tháo rời để lấy các bộ phận vẫn có giá trị. Các loại rác thải điện tử khác được cắt nhỏ thành các mảnh có kích thước 100 mm và được kiểm tra thủ công để tách pin và tụ điện độc hại có chứa kim loại độc. Các mảnh còn lại được tiếp tục cắt nhỏ thành ~ 10   mm và đi qua một nam châm để loại bỏ kim loại đen. Dòng điện xoáy loại bỏ kim loại màu bằng cách sắp xếp theo tỷ trọng bằng máy ly tâm hoặc đĩa rung. Kim loại quý được hòa vào axit, phân loại và nấu chảy thành thỏi. Phần thủy tinh và nhựa còn lại được tách theo tỷ trọng và bán cho các nhà tái chế. TV và màn hình phải được tháo rời thủ công để loại bỏ chì độc hại trong CRT hoặc thủy ngân trong màn hình phẳng.

### Trao đổi
Đấu giá trực tuyến là một giải pháp thay thế cho người tiêu dùng sẵn sàng bán lại với số tiền ít hơn, trong một môi trường cạnh tranh phức tạp. Quảng cáo phân loại trực tuyến có thể có rủi ro tương tự do lừa đảo, hàng giả và không đảm bảo.

### Quyên góp / Tổ chức phi lợi nhuận
Với chi phí gia tăng liên tục do lạm phát, nhiều gia đình hoặc trường học không có đủ tiền để sử dụng máy tính cho việc dạy và học. Ngoài ra còn có các hộ gia đình bị ảnh hưởng bởi thiên tai cũng như do điều kiện tài chính. Nhiều tổ chức phi lợi nhuận, chẳng hạn như InterConnection.org đã mô tả chi tiết về những phương pháp phổ biến được sử dụng và hướng dẫn chi tiết về cách quyên góp. Điều này có thể thấy được tác động đến hàng ngàn người có nhu cầu tại địa phương và toàn cầu.